# Tomosvaryella mbuyensis
Tomosvaryella mbuyensis är en tvåvingeart som beskrevs av Hardy 1952. Tomosvaryella mbuyensis ingår i släktet Tomosvaryella och familjen ögonflugor.
Artens utbredningsområde är Kongo. Inga underarter finns listade i Catalogue of Life.